# Robert Braber
Pour les articles homonymes, voir Barber.
Robert Braber est un footballeur néerlandais né le 9 novembre 1982 à Rotterdam,.

## Palmarès
- RKC Waalwijk
  - Champion de Eerste divisie (D2) en 2011.